# Ba Cissoko (musikgruppe)
 For alternative betydninger, se Ba Cissoko. (Se også artikler, som begynder med Ba Cissoko)
Ba Cissoko er navnet på en 4-mands guineansk musikgruppe, der spiller verdensmusik med rødder i griot og det tradiotionelle afrikanske instrument kora. Gruppen er bl.a. kendt som "Vestafrika møder Jimi Hendrix", en hentydning til det hurtige spil på den hjemmebyggede elektriske kora, som et af medlemmerne spiller på.

## Medlemmer
I 1999 startede bandet med kun 3 medlemmer. Det 4. medlem er kommet med på det nyeste album fra 2006.

### Ba Cissoko
Ba Cissoko er forsanger og spiller på kora. Han er frontfiguren i bandet, og bandet er opkaldt efter ham.